# Breyvin
Breyvin is een buurtschap aan de zuidkant in Stramproy in de gemeente Weert in de Nederlandse provincie Limburg. De buurtschap ligt aan de straten Breyvin en Neelestraat ten oosten van buurtschap De Horst en ten westen van buurtschap Houtbroek. Ten zuiden van Breyvin ligt de grens met België met daar de plaats Molenbeersel. Door Breyvin stroomt de Hoebroeksloot.

## Bezienswaardigheid
- Breyvinkapel

|                      |                       | Stramproy        |  |  |
|                      |                       |                  |  |  |
| De Horst (Stramproy) | Houtbroek (Stramproy) |                  |  |  |
|                      |                       |                  |  |  |
|                      |                       | Molenbeersel (B) |  |  |

Stad: Weert

Kerkdorpen: Altweerterheide · Laar · Stramproy · Swartbroek · Tungelroy 

Buurtschappen: Altweert · Bosven · Breyvin · Castert · Crixhoek · De Berg · De Boberden · De Horst · Dijkerstraat · Hei · Houtbroek · Hushoven · Oud-Boshoven · Rietbroek · Vlootkant · Wisbroek

Woonwijken: Boshoven (Vrakker · Oda · Oud-Boshoven) · Laarveld · Molenakker · Kampershoek · Fatima · Weert-Centrum · Biest · Groenewoud · Leuken (Vrouwenhof · Leuken-Noord) · Keent (Parkhof) · Moesel · Graswinkel · Rond de Kazerne (Altweert · Boshoverbeek) 

Limburg: Steden en dorpen      Nederland: Provincies · Gemeenten